# Grčka vojna hunta
Grčka vojna hunta (1967. – 1974.), poznatija pod alternativnim nazivom Hunta pukovnika (Χούντα των Συνταγματαρχών, Δικτατορία των Συνταγματαρχών), kraće Hunta (Η Χούντα) odnosi se na seriju desničarskih vlada koje su u tih 7 godina vladale Grčkom. Razdoblje vladavine traje od ranog jutra 21. travnja 1967. godine, pa do popodneva 23. srpnja 1974. godine.
Ta vojna hunta bila je odraz preko 30 godina podijeljenosti Grka i politike u državi. Čak i tijekom nacističke okupacije, od 1942. do 1944., započeo je građanski rat, borbom različitih struja za liderstvo u pokretu otpora, koji se nastavlja odvijati i nakon oslobođenja, sada između republikanskih snaga (pristaša kralja i diktature) s jedne strane te komunističkih gerilaca s druge strane. Nakon završetka Drugog svjetskog rata, u sklopu Trumanove doktrine, ponovno je uvedena kraljevina, s kraljem Pavlom na prijestolju, ali situacija se nije smirila i građanski rat se nastavio, sve do 1949. godine i pobjede rojalista.
Prije izbora zakazanih za 28. svibnja 1967., u strahu od pobjede lijevog centra, vojni su generali, vjerojatno u dosluhu s kraljem Konstantinom II., isplanirali državni udar. Rano ujutro, 21. travnja 1967. samo nekoliko tjedana prije izbora za novu vladu, tenkovi su izašli na ulice Atene. Vođa puča bio je brigadir Styllianos Pattakos, a uz njega su bili i pukovnici Georgios Papadopoulos i Nikolaos Makerezos. Članova hunte na kraju je bilo pet. Valja naglasiti da je preko 10.000 ljudi uhićeno. Ljudi su zatvarani pod sumnjom za ljevičarsku političku ideologiju. Pravoslavlje je široko isticano i slavljeno. Kako su godine prolazile, vojska je postajala sve omraženija. Kralj je, nakon svog neuspjelog kontra udara 13. prosinca 1967., pobjegao iz zemlje, ali je monarhija ukinuta tek 1974. nakon pada hunte. Jedan od najgorih poteza hunte bilo je krvavo gušenje ustanka na atenskoj Politehničkoj školi 17. studenog 1973. godine. Svrgnuli su i nadbiskupa Makariosa na Cipru, a bili su i na rubu otvorenog rata s Turskom. Pad hunte dogodio se 23. srpnja 1974. kada je tada slabo poznati general Phaedon Gizikis izveo tenkove na ulice Atene i Soluna. Godinu kasnije predao je vlast građanskim političarima.